# 利比亚国徽
利比亚自2011年利比亞內戰后，執政的利比亞全國過渡委員會於2011年8月發表的利比亞臨時憲法宣言頒布界定了利比亞國旗，但沒有為新國徽作出任何規定。2013年起，利比亞國驻外使馆及护照所使用的星月徽章作为國徽。 截止到目前，在2017年總統委員會及其民族團結政府所頒布的2017年利比亚宪法草案仍未界定法定國徽。
2016年，以托布魯克為行政中心的由哈利法·贝加斯姆·哈夫塔尔元帥領導的利比亞國民代表大會臨時政府使用基於卡扎菲時期的古萊什之鷹設計的紋章作為事實上的國徽。
在利比亚政治对话论坛的会议后，新一届的民族团结政府于2021年3月成立。联合政府采用了印有星月设计的纹章。周围并有阿拉伯语：，译成中文为 民族团结政府-利比亚国。国徽由利比亚著名纹章学家阿德利·阿卡里设计。

## 国徽史
原卡扎菲时期之國徽是一面盾徽。盾上繪有國旗，置於一隻左視的古萊什之鷹胸前。鷹爪抓住書有「阿拉伯聯邦共和國」的飾帶。
| 圖 | 國家                             | 使用               |
| -- | -------------------------------- | ------------------ |
|    | 奧斯曼的黎波里塔尼亞             | （1564年－1911年） |
|    | 的黎波里                         | （18世纪）         |
|    | 昔兰尼加                         | （1912年－1934年） |
|    | 的黎波里塔尼亚                   | （1911年－1934年） |
|    | 意属利比亚                       | （1940年－1952年） |
|    | 昔蘭尼加酋長國                   | （1949年－1951年） |
|    | 利比亞王國                       | （1952年－1969年） |
|    | 阿拉伯利比亞共和國               | （1969年－1972年） |
|    | 阿拉伯聯邦共和國                 | （1972年－1977年） |
|    | 大阿拉伯利比亚人民社会主义民众国 | （1977年－2011年） |
|    | 全国过渡委员会                   | （2011年－2012年） |
|    | 全国过渡委员会首枚印章           | （2011年3月－4月） |
|    | 利比亚国                         | （2013年－）       |
|    | 托布鲁克政府                     | （2016年－2021年） |
|    | 民族团结政府                     | （2021年－）       |
|    | 民族稳定政府                     | （2022年－）       |

### 国徽变迁史
|                      |                              |                            |                                            |
| 利比亞王國 1952-1969 | 阿拉伯利比亚共和国 1969-1972 | 阿拉伯联邦共和国 1972-1977 | 大阿拉伯利比亚人民社会主义民众国 1977-2011 |

|                          |                |                    |                    |
| 全国过渡委员会 2011-2012 | 利比亚国 2013- | 民族团结政府 2021- | 民族稳定政府 2022- |

1. 1 2  https://www.facebook.com/NUGlibya/photos/a.113957716765136/273554660805440/
2. ↑  . LibyaHerald.com.   [2014-08-12]. （原始内容存档于2013-12-03）.